# Mordvinská kuchyně

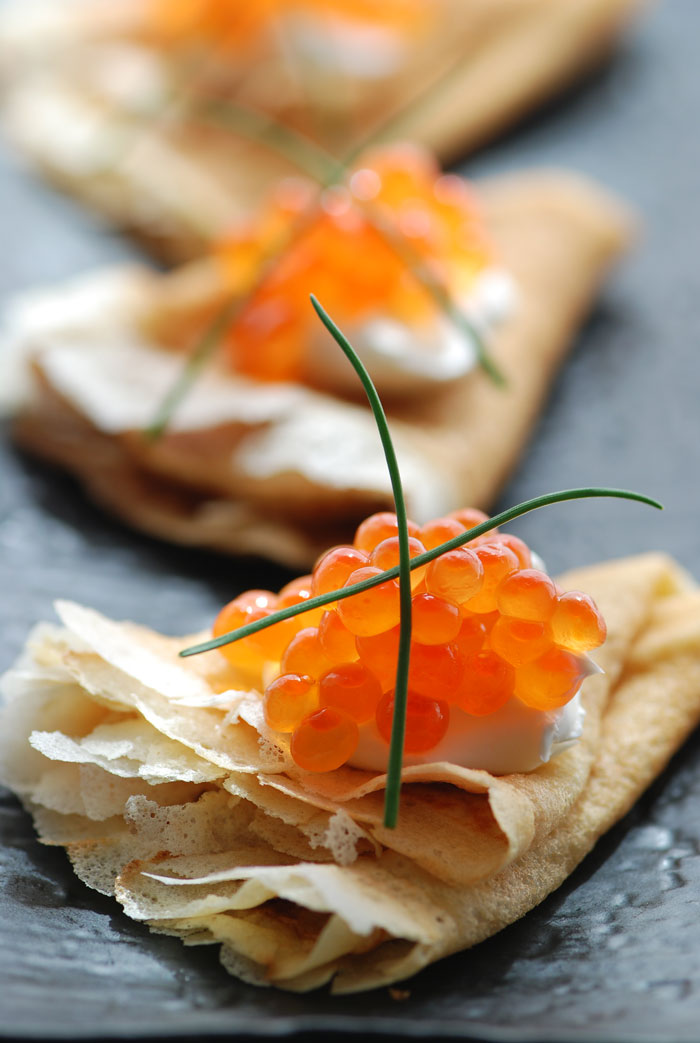
Bliny se smetanou a kaviárem

Mordvinská kuchyně je tradiční kuchyní mordvinského národa, žijícího v Mordvinsku. Byla velmi ovlivněná ruskou kuchyní a i v mordvinsku se dá s ruskou kuchyní běžně setkat, přesto má několik svých specifik. Používá se hodně ryb (v kuchyni se používají i rybí játra nebo kaviár), dále se používá maso, které se připravuje na mnoho způsobů. Používá se také zelenina, brambory, bylinky nebo houby.

## Příklady mordvinských pokrmů a nápojů
Příklady mordvinských pokrmů a nápojů:
- Bliny (v  Mordvinsku nazývané pachat), ruské palačinky. V Mordvinsku se do nich často přidávají i brambory. Podávají se s medem nebo s mlékem.
- Rybí polévka
- Sušené ryby
- Šči, polévka ze zelí
- Jáhlová kaše
- Medvědí tlapa, kotleta ozdobená žitnou strouhankou, aby připomínala medvědí tlapu
- Poza, nápoj podobný kvasu, na rozdíl od kvasu je ale jeho základem cukrová řepa
- Grudi molodushki- sladký dezert